# Marie Parent
Marie Parent, född 1853, död 1934, var en belgisk nykterhetsaktivist och rösträttskvinna. Hon var deltagare i Inter-Allied Women's Conference i Paris år 1919.